# ナヒーモフ記章
ナヒーモフ記章（ロシア語: Медаль Нахимова）は、ソビエト連邦の記章。名称はロシア帝国の海軍大将パーヴェル・ナヒーモフより取られている。ソ連の建築家モデスト・シェピレフスキーにより設計された。

## 概要
ナヒーモフ記章は、社会主義国土の防衛に対して勇気を示し、艦船による戦闘行為をもってそれに応えたソ連海軍や国境軍の兵士を対象として、1944年3月3日に発布されたソビエト連邦最高会議幹部会命令「軍事記章の確立に関して：ウシャコフ記章およびナヒーモフ記章」によって制定された。記章名は、帝政時代に活躍したロシア史の中で最も有名な海軍大将パーヴェル・ナヒーモフに由来している。制定以来長らく授与され続けたが、1991年のソビエト連邦の崩壊によって効力を失った。1992年3月2日に発布されたロシア連邦最高会議幹部会第2424-1号命令により一時的に地位回復されたが、以降ロシア連邦下で授与されることは無く、1994年3月2日のロシア大統領令第442号「ロシア連邦の国家賞に関して」によって正式に廃止された。
ナヒーモフ記章は通例左胸に佩用する。なお、他にもソ連の勲章や記章を受章していた場合は、佩用序列に従い戦功記章以上のものを上位に、労働勇猛記章以下のものを下位に配置しなければならない。過去にナヒーモフ記章を受章し、現在ロシア連邦の勲章・記章類を受けている場合は後者を上位に配置する必要がある。なお、ナヒーモフ記章の序列は1947年と1980年の2回にわたって変更されている。

### 受章条件
ナヒーモフ記章は、命を懸けて海上での任務にあたり、祖国と海上の国境を防衛した者が示した勇気を称えるために贈られた。対象となるのはソ連海軍やソビエト国境軍、海軍歩兵の中でも下士官や軍曹、准士官、少尉の階級にある者である。
- 海上戦域において実施された艦船や部隊の戦闘任務を遂行し、巧み且つ率先した勇敢さをもって任務の成功に貢献した者
- ソビエト連邦の国境防衛のために勇気を示した者
- 軍事任務遂行への献身、もしくは生命に対する危険がある中での活発な行動や軍功を上げた者

1944年の創設から1994年の廃止に至るまでの50年間で、ナヒーモフ記章は13,000～14,020人に授与された。

## 意匠
ナヒーモフ記章は、凸状の縁取りがある直径36mmの青銅製記章である。記章の表面には、左側を向いたパーヴェル・ナヒーモフの胸像が浮彫で描かれ、円周に沿って細かいビーズが同じく浮彫であしらわれている。上部には円周に沿うようにしてАДМИРАЛ НАХИМОВ（ナヒーモフ提督）の文字が、下部には円周に沿うようにして五芒星と月桂樹の葉が描かれている。
裏面も、凸状の縁取りとビーズの浮彫は表面と同様である。真ん中には航海中の帆船と、それを取り囲むようにして縄で作られた円が描かれ、背後には交差する二丁の海軍用錨が置かれている。錨はそれぞれ鎖で繋がれており、その鎖がビーズと縄の間に円を成して描かれている。記章の図面は、芸術家のA・L・ディオロフ、B・M・ホミチュ、N・A・ヴォリコフによってデザインされた。
記章は五角形の台座と繋がれており、台座には絹製でモアレの入った青地のリボンが巻かれている。台座の裏側には、佩用するための金具が取り付けられている。リボンの幅は24mmであり、両端からそれぞれ5.5mmの位置に3mm幅の白い線が2mm間隔で3本引かれている。